# Adèle Courtois
ʽAdèle Courtois’ est un cultivar de Rosa gallica (rose de Provins) obtenu avant 1842 par un rosiériste français inconnu. Il porte le nom d'une actrice et courtisane parisienne, fameuse sous le règne de Louis-Philippe et au début du Second Empire : « Souveraine de la mode et de la vie à outrance, une superbe créature qui s'est illustrée dans la galanterie […] et qui s'appelle - Saluez, messieurs ! - Adèle Courtois »; elle s'est tournée ensuite vers la dévotion.

## Description
Son buisson s'élève à plus d'un mètre. Son feuillage vert de gris foncé comporte cinq folioles dentées. 
Les fleurs très doubles (25 pétales) de ce rosier ancien sont d'un rose carmin délicat, évoluant vers des nuances de mauve pâle, très chiffonnées lorsqu'elles sont pleinement écloses. Elles sont parfumées. La floraison n'est pas remontante. Ses cynorhodons sont gros, en forme de vase, rouge-orangé avec des soies très fines.
Ce rosier est toujours prisé par les amateurs de roses anciennes. On peut notamment l'admirer à l'Europa-Rosarium de Sangerhausen en Allemagne. Il a besoin d'un sol riche argileux et d'une situation ensoleillée. Il résiste à des hivers froids, puisque sa zone de rusticité est de 4b à 8b.

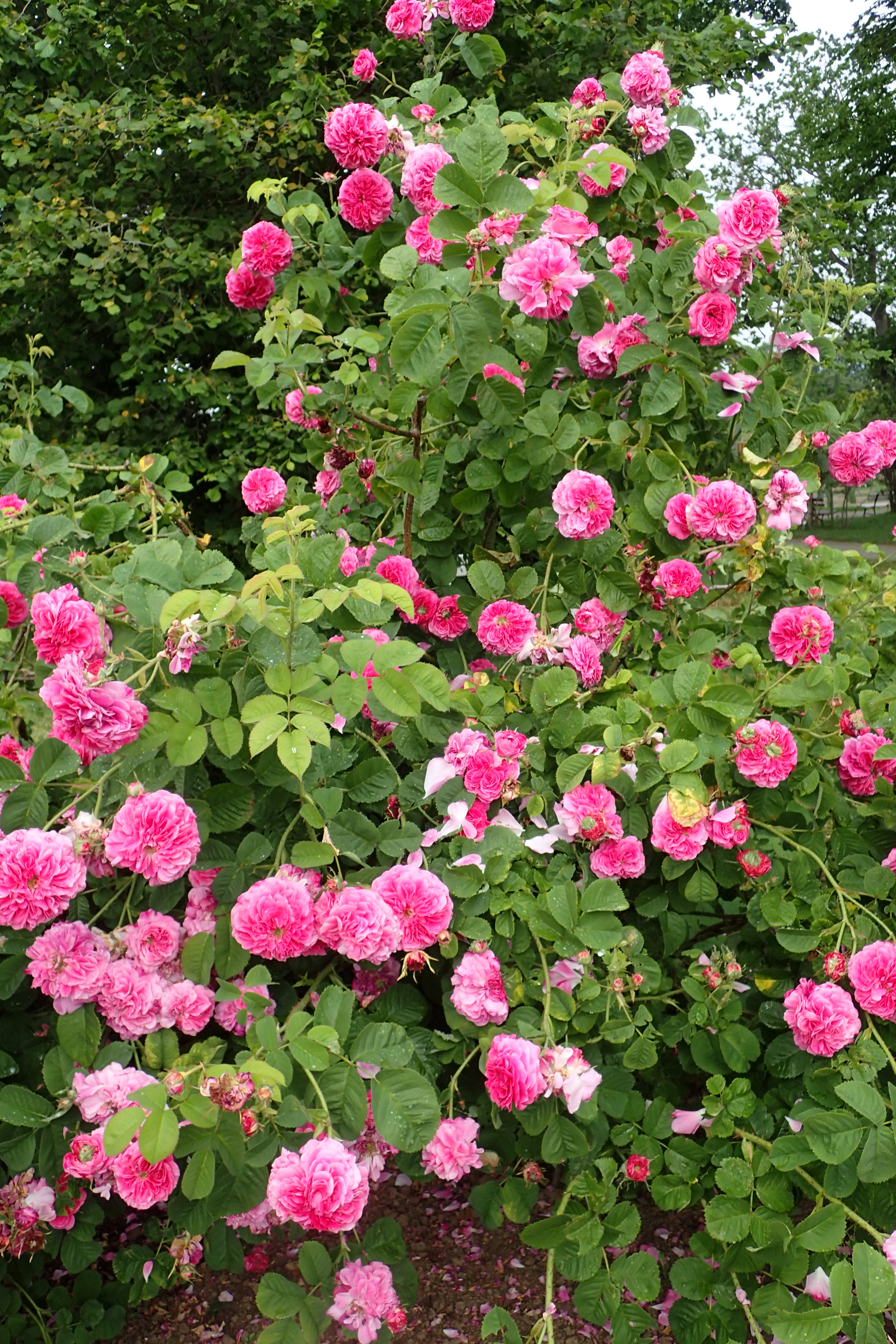
Buisson de rosier ʽAdèle Courtois’ à Sangerhausen.